# Paso del Cerro
Pour les articles homonymes, voir Paso.
Paso del Cerro est une localité d'Uruguay située dans le département de Tacuarembó. Sa population est de 310 habitants.

## Population
| Année | Population |
| ----- | ---------- |
| 1963  | 528        |
| 1975  | 308        |
| 1985  | 241        |
| 1996  | 231        |
| 2004  | 310        |

Référence,: